# Crocetti Editore
Crocetti Editore est une maison d'édition italienne.

## Histoire
Cette maison d'édition est fondée en 1981 par Nicola Crocetti et s'occupe surtout de poésie et en particulier au début de poètes grecs contemporains, avec le texte en langue originale publié en regard. Elle publie aussi des auteurs classiques. Parmi les contemporains, l'on peut citer le poète grec Odysseus Elytis, prix Nobel de littérature en 1979 (Axion Esti) et Derek Walcott, prix Nobel de littérature en 1982.
Les collections de la maison d'édition reprennent les noms des formes de céramique grecque: Lèkythos, Aryballos, Alabastron, Kylix, Pyxis pour la poésie, et pour le reste Delos, Ephèmeris, Saggi, Omicron (collection économique), Eidolon, Anthologia, Neòteroi (Nouveaux poètes); pour la prose, Aristea, Cosmos, Esperia).
La maison publie aussi en  cd des textes de poésie dans la collection Voci della poesia contemporanea, en collaboration avec le Centro Internazionale Eugenio Montale.
Depuis janvier 1988, Crocetti publie une revue mensuelle internationale dont le tirage atteint vingt mille exemplaires, et dont le titre est Poesia (sous-titre en italien : Mensuel international de culture et de poésie), dont  Nicola Crocetti est le directeur.